# Gaylesville
Gaylesville és una població dels Estats Units a l'estat d'Alabama. Segons el cens del 2000 tenia 140 habitants.

## Demografia
Segons el cens del 2000, Gaylesville tenia 140 habitants, 61 habitatges, i 45 famílies. La densitat de població era de 154,4 habitants/km².
Dels 61 habitatges en un 21,3% hi vivien nens de menys de 18 anys, en un 59% hi vivien parelles casades, en un 11,5% dones solteres, i en un 26,2% no eren unitats familiars. En el 24,6% dels habitatges hi vivien persones soles el 13,1% de les quals corresponia a persones de 65 anys o més que vivien soles. El nombre mitjà de persones vivint en cada habitatge era de 2,3 i el nombre mitjà de persones que vivien en cada família era de 2,71.
Per edats la població es repartia de la següent manera: un 16,4% tenia menys de 18 anys, un 6,4% entre 18 i 24, un 33,6% entre 25 i 44, un 31,4% de 45 a 60 i un 12,1% 65 anys o més.
L'edat mediana era de 43 anys. Per cada 100 dones hi havia 97,2 homes. Per cada 100 dones de 18 o més anys hi havia 98,3 homes.
La renda mediana per habitatge era de 26.875 $ i la renda mediana per família de 33.750 $. Els homes tenien una renda mediana de 32.813 $ mentre que les dones 20.313 $. La renda per capita de la població era de 13.531 $. Aproximadament el 12,2% de les famílies estaven per davall del llindar de pobresa.

## Poblacions més properes
El següent diagrama mostra les poblacions més properes.